# Chlorophonia pyrrhophrys
Chlorophonia pyrrhophrys е вид птица от семейство Чинкови (Fringillidae).

## Разпространение
Видът е разпространен във Венецуела, Еквадор, Колумбия и Перу.